# 맨발의 기봉이
《맨발의 기봉이》는 2006년 개봉된 대한민국의 영화이다. 2003년 KBS에서 방송된 다큐멘터리 인간극장에 소개된 지적장애인 마라톤 선수 엄기봉의 이야기를 영화로 그린 작품이다.
한편, 1988년 제작한 <작품하나>란 음반에서 개그맨 최양락이 부른 '마징가 Z'란 노래를 영화 제작사 태원F&M 측이 <작품하나> 음반 발매사인 신세계음향의 허가 없이 사용하자  신세계음향은 태원F&M을 상대로 1억원의 손해배상 청구소송을 2007년 7월 5일 서울중앙지법에 냈다.

## 줄거리
- 남해군의 아름다운 바다가 보이는 한적한 시골 ‘다랭이’ 마을에는 어려서 열병을 앓아 나이는 40살이지만 지능은 8살에 머문 때묻지 않은 노총각 기봉이가 산다. 기봉이가 세상에서 제일 사랑하는 것은 엄마, 제일 잘하는 것은 달리기이다. 동네 허드렛일을 하면서 얻어오는 음식거리를 엄마에게 빨리 가져다 주고 싶은 마음에 신발도 신지 않은 채 집으로 뛰어가 따뜻한 밥상을 차리는 그를 보고 동네 사람들은 ‘맨발의 기봉이’라고 부른다. 기봉이는 팔순의 노모를 극진하게 모시는 효자로 온 동네에 소문이 자자하다. 기봉이의 아침은 엄마를 위해 매일 아침 따뜻한 세숫물을 가져다 주는 것으로 시작한다. 엄마를 위해 군불을 뗄 나무도 해오고, 빨래도 도맡아 한다. 노환으로 거동이 불편하고 귀가 어두운 엄마 옆에는 항상 기봉이가 따라다닌다. 시장에 가서 물건을 사거나 심지어 화장실을 가더라도 엄마 곁에는 항상 기봉이가 지키고 있다. 그런 그도 엄마 앞에서만은 어린아이가 되어 투정을 부리기도 하지만, 엄마가 화가 날때면 나무로 직접 깎아만든 마이크로 노래도 부르고, 장난도 치면서 엄마를 달래기도 한다. 엄마에게도 세상에서 가장 소중하고 의지가 되는 아들이 바로 기봉이다. 어려운 생활 형편이지만 그들의 얼굴에는 그늘이라곤 한 점 없다. 하루 하루를 늘 감사하면서 사는 그들은 항상 밝고 환한 웃음을 지을 뿐이다. 엄마를 위해 달리는 것이 일상이다 보니 어릴 때부터 달리기 하나만은 자신 있었던 기봉이는 우연히 그 지역에서 열린 달리기 대회에 엉겁결에 참여하게 되고 당당히 입상까지 한다. 그로 인해 평생 고생만 해온 엄마에게 뜻하지 않은 기쁨을 줄 수 있었던 기봉이는 그 후로 달리기를 통해 엄마에게 즐거움을 주기로 결심을 한다. 한편, 기봉이의 재능을 기특하게 여긴 다랭이 마을 백 이장은 기봉이를 ‘전국 아마추어 하프 마라톤 대회’에 내보내기로 하고, 기봉이의 트레이너를 자처하며 본격적으로 훈련에 들어간다. 기봉이는 1등을 하면 이가 없어 마음대로 음식을 먹을 수 없는 엄마에게 틀니를 해드리라 결심하며 매일 동네를 달리며 연습에 매진하게 되는데…

## 등장인물
- 신현준 - 엄기봉 역
- 김수미 - 김동순 역
- 임하룡 - 백 이장
- 탁재훈 - 백여창 역
- 김효진 - 읍내 사진관 직원 정원
- 최양락
- 김미화
- 김소연